# Markýz z Winchesteru
Markýz z Winchesteru je šlechtický titul v Anglii vytvořený roku 1551 pro státníka Williama Pauleta.

## Historie
Titul byl vytvořen roku 1551 pro Williama Pauleta. Předtím tento politik získal titul barona St John a hraběte z Wiltshire. Prvním markýzem byl jeden z nejvýznamnějších státníků své doby, sloužící na vysokých pozicích pod králem Jinořichem VIII. a sloužil jako anglický lord nejvyšší pokladník v letech 1550 až 1572.
Markýz z Winchesteru je nejstarší anglický (a britský) markýzát, který stále existuje, a díky tomu užívá čestný titul První markýz Anglie (Premier Marquess of England). 
Roku 1689 získal 6. markýz Charles Paulet titul Vévoda z Boltonu.
Nejstaršímu synu a dědicovi markýze z Winchesteru patří titul hraběte z Wiltshire a nejstaršímu synu hraběte zas titul Lord St John.

## Markýzové z Winchesteru (1551)
- William Paulet, 1. markýz z Winchesteru (zemřel roku 1572)
- John Paulet, 2. markýz z Winchesteru (zemřel roku 1576)
- William Paulet, 3. markýz z Winchesteru (zemřel roku 1598)
- William Paulet, 4. markýz z Winchesteru (zemřel roku 1629)
- John Paulet, 5. markýz z Winchesteru (zemřel roku 1675)
- Charles Paulet, 6. markýz z Winchesteru (zemřel roku 1699) (získal titul vévody z Boltonu (1689)

## Vévodové z Boltonu (1689)
- Charles Paulet, 1. vévoda z Boltonu (zemřel roku 1699)
- Charles Paulet, 2. vévoda z Boltonu (zemřel roku 1722)
- Charles Paulet, 3. vévoda z Boltonu (zemřel roku 1754)
- Harry Paulet, 4. vévoda z Boltonu (zemřel roku 1759)
- Charles Paulet, 5. vévoda z Boltonu (zemřel roku 1765)
- Harry Paulet, 6. vévoda z Boltonu (zemřel roku 1794)
  - Linie pokračovala přes potomky dcery 5. vévody, manželky Thomas Ordea, který roku 1797 získal titul Baron Bolton.

## Markýzové z Winchesteru (pokračování)
- George Paulet, 12. markýz z Winchesteru (zemřel roku 1800)
- Charles Paulet, 13. markýz z Winchesteru (zemřel roku 1843)
- John Paulet, 14. markýz z Winchesteru (zemřel roku 1887)
- Augustus Paulet, 15. markýz z Winchesteru (zemřel roku 1899)
- Henry Paulet, 16. markýz z Winchesteru (zemřel roku 1962)
- Richard Paulet, 17. markýz z Winchesteru (zemřel roku 1968)
- Nigel Paulet, 18. markýz z Winchesteru (nar. 1941)
  - Christopher Paulet, hrabě z Wiltshire (nar. 1969)
    - Michael Paulet, Baron St John z Basingu (nar. 1999)